# Geelborstmiersluiper
De geelborstmiersluiper (Herpsilochmus axillaris) is een zangvogel uit de familie Thamnophilidae (miervogels).

## Verspreiding en leefgebied
Deze soort komt voor van westelijk Colombia tot zuidoostelijk Peru en telt vier ondersoorten:
- H. a. senex: zuidwestelijk Colombia.
- H. a. aequatorialis: Ecuador en noordelijk Peru.
- H. a. puncticeps: noordelijk-centraal Peru.
- H. a. axillaris: zuidelijk Peru.

## Status
De grootte van de populatie is niet gekwantificeerd maar de soort wordt omschreven als schaars tot zeldzaam met een versnipperde verspreiding. Op de Rode lijst van de IUCN heeft deze soort de status niet bedreigd.